# Turó de Montsoriu
El Turó de Montsoriu és una muntanya de 633 metres que es troba als municipis de Sant Feliu de Buixalleu i Arbúcies, a la comarca de la Selva. Forma part del massís del Montseny.
Al cim s'hi troba un vèrtex geodèsic (referència 298107001) i el Castell de Montsoriu.
Als seus vessants neix la Riera de Repiaix, afluent de La Tordera.
Aquest cim està inclòs al llistat dels 100 cims de la FEEC.

## Toponímia
Es desconeix amb certesa l'origen del nom, però les hipòtesis més importants són:
- Mont-sorio (Muntanya de suro): Actualment hi ha molt suro al turó, però segons estudis paleoambientals, als segles xiiii xiv només hi havia herbes per millorar la defensa i vigilància del castell. També, segurament els suros que hi ha ara són deguts a l'augment de la indústria tapera als segles xviii i xix.

- Mont-so-riu (Muntanya sobre el riu): El Turó està a sobre la riera d'Arbúcies, però els filòlegs consideren que no hi ha prou base lingüística.

- Mont-surice (Mont blanc): En èuscar, zuria vol dir blanca. Aquesta teoria ve a dir que l'origen del nom és preromà, ja que per zones properes al turó es parlava protobasc. Aquest nom seria semblant al del Montnegre que està entre el castell i el mar.

- Montem-sigirici (Muntanya d'en Sigeric): Aquesta teoria és feta per l'estudi toponímic de Joan Coromines. Ja que Montsoriu acaba en iu seria un nom germànic, i l'arrel seria Sigiric, per tant amb diferents evolucions del nom acabaria sent la denominació actual: Montsoriu.

- Mons-siricus (Muntanya de Sirici): És una variant de l'anterior, però en comptes de germànic amb llatí: Sirici va ser un màrtir africà del segle iv que de moment es desconeix la seva relació amb el turó.

- Mont-soliu (Muntanya solitària): Teoria registrada per Joan Coromines. Això es basa en el fet que alguna gent dels voltants del castell l'anomenen Montsoliu.